# Сале (провінція Алессандрія)
Сале (італ. Sale, п'єм. Sal) — муніципалітет в Італії, у регіоні П'ємонт, провінція Алессандрія.
Сале розташоване на відстані близько 460 км на північний захід від Рима, 90 км на схід від Турина, 17 км на північний схід від Алессандрії.
Населення — 4191 особа (2014).
Щорічний фестиваль відбувається 26 липня. Покровитель — Sant'Anna.

## Демографія
Населення за роками:

Станом на 1 січня 2023 року в муніципалітеті офіційно проживало 477 іноземців з 44 країн, серед них 192 громадяни країн Євросоюзу та 12 громадян України.

## Сусідні муніципалітети
- Алессандрія
- Аллувьоні-Камбіо
- Кастельнуово-Скривія
- Гуаццора
- Ізола-Сант'Антоніо
- Пьовера
- Тортона